# 守望傳說
《守望傳說》是2020年发行的动作角色扮演游戏，由Kong Studio开发，Kakao Games发行。2020年2月24日在韩国发布iOS和Android平台版本，2020年7月28日发布全球版，在2021年10月6日在日本发布後更新了日版立繪。

## 遊戲機制
主要的遊戲特色是採用像素風格，並且搭配RPG遊戲機制，玩家可以選擇四名英雄來搭配隊伍，遊戲具有屬性相剋的特性，每一名角色都有著不同的屬性，玩家在遊玩當中可以跟各式的NPC交流，使的玩家能夠融入遊戲劇情當中，遊戲中玩家所做的選擇跟對話內容將會影響劇情中NPC的生死以及玩家的善惡值，而且玩家所做的選擇將會無法重來，場景也會發生變化，每一個章節在完成以後，後續章節會隨著玩家等級的提升而開放。

### 裂谷
玩家可以在此處可獲取各項的資源，分別有三項副本能夠使用：資源副本、覺醒副本、進化石副本。

#### 資源
玩家分別可以在三種不同的資源副本中獲取需要的資源，分別是：金幣、經驗值、道具，使用次數不限。

#### 覺醒
在覺醒副本當中玩家可以得到覺醒石，可以用於強化提升英雄的能力，一天可以免費使用三次。

#### 進化石
玩家可以獲得進化石，當收集到一定數量的進化石就可以讓英雄成長，從而開放更多能力，直到英雄成長到满星。

### 羅馬競技場
玩家可以搭配各式各樣的隊伍挑戰其他玩家的隊伍，玩家可以選擇英雄的站位，挑戰的全程將由AI系統進行全自動戰鬥，玩家將無法控制角色，當成功擊敗對方隊伍後將會獲得兩點戰利，反之戰敗將會扣一點戰利，當戰利累積到一定數量後將會提升階級，若是被其他玩家挑戰隊伍，防守成功將會獲得一點戰利，失敗將會扣一點戰利，在一周後會結算成果將獎勵發放給玩家。

### 多人連線
分別有競技場跟合作模式讓玩家參與，跟羅馬競技場一樣，在一周後會結算成果將獎勵發放給玩家。

#### 競技場
玩家可以選擇三名英雄，使用隨機分配的方式跟其他玩家進行PVP戰鬥，跟羅馬競技場一樣會獲得獎勵。

#### 合作模式
玩家可以跟其他人組成4人隊伍進行討伐戰或是塔防戰，玩家的英雄素質將會影響挑戰的難度。

### 公会
当玩家加入公会后，方可参与协力讨伐（即会战），陨石挖掘计划等活动，玩家每日登录公会可进行签到，签到每7天重置一次

#### 协力讨伐
即公会战，公会玩家协力击败BOSS即可获得相应奖励。共四位BOSS，当全部boss击败后，将进入下一回合，每位玩家每天可参与三次，每名英雄只能参与一次。每次参与讨伐无论击败与否（返还除外），均会获得2勋章作为奖励。
若击败BOSS后时仍有剩余时间，将为队伍返回时间，队伍可继续讨伐其他BOSS，当不会提供徽章作为奖励。
当赛季结束后将根据公会排名提供相应奖励。

#### 游戏机
玩家可在公会右上角游玩小游戏，分数排名每10分钟刷新一次。

### 卡马逊乐园
一款类似于rogelike类型的游戏玩法。
卡马逊乐园是卡马逊公司以游乐场方式运营的古代遗迹副本；
玩家可获得只能在卡马逊乐园领取的特殊道具﹣神器，并获得威力十足的强化效果。
卡马逊乐园共有8个楼层；玩家可随时选择终止挑战，从头开始；每次挑战卡马逊乐园，副本格局将随机发生变动；

### BOSS RUSH
或称为首领连战，简称br
该玩法规则类似于公会战
根据每赛季根据最高记录，可获得包括"猎人徽章"在内的各种奖励；在商店消耗"猎人徽章"，可兑换各种道具；当赛季结束后，未领取奖励无法继续领取。
玩家可添加试炼，试炼会给予玩家相应的debuff或对于怪物的增益，游戏会根据添加的试炼提高积分奖励

## 故事大綱
游戏故事为坎特貝雷王国皇家卫队新招募的守护者骑士们的故事。在完成作为守护者的第一次训练后，守护者骑士遇到一群名为“侵略者”的企图统治世界的敌人。在逃忙的时候被神秘少女拯救, 随后跟女王,小公主和伊娃会合。但他们遇上黑暗魔法师,女王和伊娃被黑暗魔法师击中之后失踪。守护者骑士开始了和小公主寻找女王和伊娃的冒险。

## 登場角色

### SR角色
男騎士/女騎士
聲優：小林優（男，國際服）、朴璐美（女，國際服）、小野友樹（男，日服）、高森奈津美（女，日服）
玩家所扮演的角色，名字也為玩家所取，一開始需選擇男性或是女性(可以在個人設定擋中更改)，經常被遊戲中的NPC嘲諷有著一張蠢臉。
在遊玩中玩家名字的語音會被跳過或使用「守護者」代替。
冠軍劍的擁有者，在魔界(世界12)時被奪去，莉莉絲塔(世界13)擊倒冒牌騎士後奪回。
伊娃
聲優：柚木涼香
坎特貝雷王國守護者第19任團長，身體十分的虛弱卻有著出眾的魔法才能，有著出色的領導能力跟騎士精神，使的她能夠快速晉升為團長，極度忠誠於坎特貝雷皇室，對小公主十分的疼愛跟溺愛，對騎士要求十分的嚴格。
在序幕後失去聯系，在沙漠王國(世界4)重遇，被勇者教眾人選為勇者。
艾薇拉
聲優：德井青空

白獸
卡麗娜
聲優：渕上舞

蘿蘭茵
聲優：植田佳奈
坎特貝雷旅館的老闆娘，永遠擺著一張笑臉迎人，但是無論其身分跟年齡都是謎題，在某些言行舉止上表現的十分可怕，被旅館(世界6)內的地精當作神明供俸著，提供騎士跟小公主飲食跟住宿需求。在世界18中透露身分是从拉波斯中剥离的残渣，并附身于死去的蘿蘭茵。
奧芭
聲優：山田亜以子

瑪莉安
聲優：青戶浩香
其中一位冠軍英雄，提坦王國(世界2)的著名技師，是百年難得一見的人才，本人對自己的作品有著嚴苛的要求是一名完美主義者，在侵略者進攻提坦王國的時候跟騎士合作，憑藉著自己的機甲科技，成功讓提坦王國的每一名居民武裝起來，使的可以和侵略者作戰，最後成功擊退侵略者，選擇加入進騎士的隊伍來對抗侵略者。
瑞秋
聲優：日笠陽子

蘇熙
聲優：佐藤聰美
其中一位冠軍英雄，魔法學校(世界3)的天才學生，但是一點魔法天賦都沒有，運用著自己對魔法的運作原理，再結合科學的技術，開創了一種新的魔法科技，創作了不少優秀的發明，但是其個性十分難以相處，講話十分的毒舌又愛糾正別人，甚至會給對方取難聽的綽號，且十分堅持自己的己見，由於蘇熙十分不擅長交際，經常不知道自己已經激怒對方，在跟騎士一起處理完魔法學校的鬧鬼問題後，選擇加入騎士的隊伍一起冒險。
拉葳
聲優：山田亜以子

法威
聲優：青戶浩香

馬文
聲優：楠大典
其中一位冠軍英雄，沙漠王國(世界4)的一名傭兵，有著十分強悍的肉體，由於超乎常人的戰鬥能力被其他人所懼怕著，馬文幾乎難以跟人相處，讓人認為其性格十分的冷酷，但是遇到馬文在遇到重視的事物會不惜一切保護，在跟騎士一起擊敗沙漠匪徒的領袖後，選擇加入騎士的隊伍當中。
飛兒/梅兒
聲優：小島英樹 （男，飛兒）/聲優：淵上舞 （女，梅兒）
其中兩位冠軍英雄(世界5)，玄山拳陶大師的徒弟。
飛兒過去是一名猛虎派的一員，但是因為平庸被逐出師門，在經歷了各種艱難跟不公，仍然認為人性是本善的，個性十分的禮貌且沉著冷靜，跟梅兒和騎士是同門關係，在陶大師死後跟梅兒一起承接發揚玄山拳的職責，選擇加入騎士的隊伍當中。
梅兒過去被人利用，令父親捲入惡人的陰謀而喪生，之後梅兒決心為父親報仇而修煉武功，本人有著一定的武學天賦，性格十分豪爽，精力相當的充沛，有時會露出缺乏耐心的一面，跟飛兒和騎士是同門關係，在陶大師死後跟飛兒一起承接發揚玄山拳的職責，選擇加入騎士的隊伍當中。
玩家需選擇與飛兒或梅兒一同冒險(可以在個人設定擋中更改)。
基魯加斯
聲優：岡咲美保

嵐芳
聲優：油野有紀
龙爪派的首领
涅娃
聲優：石飛惠里花

多爾夫
聲優：瀨上達也

艾彌
聲優：桑原苑美

克雷格
聲優：杉田智和
其中一位冠軍英雄，地下城王國(世界7)的D級戰士，本人20年來一直挑戰地下城中的各項比賽，長年的鍛鍊使的克雷格有著令人匪夷所思的肉體強度，幾乎任何的攻擊克雷格都能夠堅挺住，搭配上優秀的盔甲讓他變成一台幾乎堅不可摧的坦克，在跟騎士一起擊敗地下城復活的大惡魔後，選擇加入騎士的隊伍。
赤雪
聲優：河瀨茉希

優姬
聲優：平流艾蓮

可可
聲優：日笠陽子
其中一位冠軍英雄，顫慄之山(世界8)的一名因紐特少女，體內流淌著冰雪女巫的血統，使的她有著十分強大的魔法力量，為了保護自己以及其他人，可可選擇獨自居住在偏僻區域，雖然表面的個性冷淡，但是內心卻十分熱心跟溫柔，跟騎士一起擊敗即將殺光所有雪山居民的雪人將軍，顫慄之山的居民見識到可可的力量後感到恐懼，瘋狂的對她丟石頭，要求這名可怕的女巫滾出顫慄之山，可可在萬念俱灰之下選擇加入騎士的隊伍。
凱瑟琳
聲優：諏訪彩花

麗
聲優：桑原苑美

艾伊莎
聲優：三澤紗千香
其中一位冠軍英雄，拉赫帝國(世界9)的第7任公主，被眾人認為在各個皇帝子嗣中最有機會登上王座，艾伊莎有著無與論比的政治手腕跟智慧，且十分的愛民對且於拉赫帝國有著長遠的規劃，跟騎士一起擊敗叛變到侵略者的總理後，跟坎特貝雷王國一起成立對抗侵略者的聯盟。
夏碧拉
聲優：中島瞳

赫卡蒂
聲優：平流艾蓮

葛雷莫莉
聲優：河瀨茉希

### SSR角色
普麗菲絲
聲優：岡咲美保

拉碧絲
聲優：緒方佑奈

瑪麗娜
聲優：悠木碧
海軍艦長瑪麗娜，坎特貝雷王國的隣國中最年輕的海軍指揮官，有著過人的碗力讓她能使用有比自身身高的長劍作戰，擅長近戰。她的一只眼睛曾被奥爾卡弄瞎，对奥爾卡恨之入骨
阿拉貝爾
聲優：大久保瑠美

偶像 伊娃
聲優：柚木涼香
偶像騎士團長伊娃，與伊娃是同一人。
芭莉
聲優：名塚佳織
鮮花少女芭莉，豐收之神的使徒，為了復完世界樹的力量巡遊世界各地收集人們的幸福回憶並提供滿足他人欲望的力量作報酬。(見短線故事「花之鄉海倫娜」)
瑞皮娜
聲優：伊瀨茉莉也
冰雪魔女瑞皮娜，因紐特人傳言中數十年出現一次可以召喚狼的冰雪魔女，住在洞窟中，會在雪崩或暴風雪時以人類的樣子出現，只為了滿足自身快樂玩弄及狩獵人類，平常會在網上搜尋自己的名字。(見短線故事「雪山之旅」)
蘭兒
聲優：廣橋涼
文字檔案室記錄員蘭兒，記錄著世界中各種事物的檔案室記錄員，會對新事物表現出極大興趣，喜歡書本及文字所表達的感情。(見短線故事「雪山之旅」)
尤金
聲優：伊藤靜
電影巨星尤金，BURYWOOD所屬巨星，憧憬著英雄般的正義，做甚麼事都既很熱心又很努力。(見外傳「伯萊塢往事」)
蒂尼亞
聲優：照井春佳
舞精弓箭手蒂尼亞，帕爾瓦蒂的妹妹，姐妹從小分離，雪白的長髮與華麗的裝扮使她能在舞台上閃耀的同時隱藏她暗殺者的身份。
比什巴赫
聲優：小松未可子
火龍化身比什巴赫，火龍王的眾多化身之一，受人類寵愛，喜歡辣的食物，不喜歡蔬菜，在地下城王國(世界7)初登場。
奈里
聲優：東山奈央
八尾狐奈里，加拉姆的同伴，天生缺少一條尾巴的九尾狐，會幫助前來祈禱的村民，喜歡又甜又鹹的奶油糖果，比起喝冷飲更喜歡熱茶，因為冷飲會令肚子變冷。
比安卡
聲優：大原沙耶香
貴族魅魔比安卡，生於貴族家庭，小時候開始就過著公主般的生活，別人都對她千疼百寵，受高等教育，外表如玉頭腦也很好。對優姬一見鍾情，房間裏有著數不完的優姬照片。(見外傳「歡迎蒞臨魅魔咖啡廳」第二關)
奥格瑪
聲優：關智一
機甲戰士奥格瑪，高210cm重527kg的機器人，本來是一個叫做Aidan的小矮人，在侵略者入侵旅館時為了笑臉大人(蘿蘭茵)犧牲自己，以自爆的方式消滅了侵略者，並奇蹟地存活了下來，利用侵略者身上的盔甲製作了奥格瑪。(見「旅館...?」世界6夢魘第二關)
阿列夫
聲優：田村睦心
魔像騎士阿列夫，用樹木製作傀儡的煉金術士，貪圖美色，為了接近心儀的女性調製了使人變年輕的藥，藥效超越了他的想象，從此他從三十八歲變成了一個小孩。
他的專用武器歐魯斯被官方取笑為最沒有人想要的武器。(見天堂堡壘特輯漫畫第九集「派對玩咖瘋狂熊貓三重奏」)
米雅
聲優：堀江由衣
驅魔師米雅，出生名門驅魔家庭，能夠看到別人看不到的東西不到的東西，通過驅魔將迷失的靈魂引向天堂，樂於助人但沉迷賭博，甚至賭上家寶偷偷走去賭博，長輩們忍無可忍將她趕出家門，但也改變不了她愛賭的性格。(見天堂堡壘特輯漫畫第二集「撲克臉」)
未來 公主
聲優：釘宮理惠
成年時期的小公主，和小公主相比性格變得陰沉，在未踏之地(世界10)初登場。
加拉姆
聲優：櫻井孝宏
九尾狐加拉姆，奈里的同伴，幫助奈里修行後，到世界各地使用至聖寶珠的力量幫助人類，貪婪的人類奪走了寶珠且害死了Dallae導致加拉姆的暴走，直至奈里前來阻止。(見外傳「民俗傳說」)
貝絲
聲優：小清水亞美
黑暗魔法師貝絲，序幕中的黑暗魔法師，為人狡猾，把人們當棋子，利用他們為自己犧牲，在序幕初登場，人形態在未踏之地Pt.2(世界11)以BOSS登場。
被騎士擊敗後在魔界終日酗酒，兩位好心的工人看見她充滿酒氣倒在街邊，决定收留貝絲，三人做起了清潔工人的工作。
魯
聲優：田中敦子
聖誕老人小幫手魯，主要幫助聖誕老人派禮物，對聖誕老人以外的人十分凶狠，喜歡糖果。
加百列
聲優：澤城美雪
大天使加百列，與加百列沒有直接關係，維雷諾斯的手下，統領著其他天使，與那和藹可親的外貌不同，性格殘酷，會不給予休息時間地不斷壓迫手下工作。
琳恩
聲優：千本木彩花
醉刀客琳恩，曾經在玄都(世界5)有一個小店，但她的幸運值極差，好比能被兩道雷同時擊中的厄運，只要是她待過的店全部破產了，包括她父母和她自己的店，為了平息這份傷心的心情，常常喝酒，醉了後在戰鬥中卻更強了，醉刀客的形象也就成為了她的招牌，最喜愛的飲料是麥茶。
未來 騎士
聲優：高森奈津美
成年時期的女騎士，在未踏之地(世界11)的留在未來結局中初登場。
維蘿妮卡
聲優：田中理惠
神選女祭司維蘿妮卡，勇者教大祭司，平常待人友善，對勇者教十分著迷，會強迫别人信仰勇者教，同時露出可怕的眼神，對主人公騎士深感興趣。
諾克西亞
聲優：水瀨祈
死靈師女孩諾克西亞，有能與死屍談話的能力，只要是死屍都可以是她的好朋友，小時候製作了死屍玩偶作玩伴，被村裏的人看到了，他們懼怕這個能力，把她放逐了，所到之處那裏活著的生物都會遠離她。
梅麗爾
聲優：阿澄佳奈
豐收神獸梅麗爾，能夠在人形與神獸形態之間自由切換，可以從嘴巴中噴出雷射，常露出厭世的表情，她討厭所有人，即使是把她用心栽培養大的卡瑪爾也不例外，比起卡瑪爾她更喜歡留在芭莉的身邊，但怎麼也想不明白為甚麼芭莉要幫助那些自私可恨的人類，芭莉只好默默照顧著梅麗爾的生活所需。
MK.99
聲優：石川由依
機器人Mk.99，機器人暴走事件中的幸存者，保護天堂堡壘用的B級戰鬥型機器人，性格好吃懶做。
莉莉絲
聲優：斋藤千和
惡魔女王莉莉絲，魔界的女王，英雄時代時在卡登的帶領下與艾麗娜、克拉拉等一同人擊退了魔王。
露西
聲優：福圓美里
怪盜露西，世界首富也害怕的天才犯罪者，精通醫學、保安系統、心理學、煉金術，喜歡說笑話的同時不擅長說笑話。
海灘科學家蘇熙
聲優：佐藤聰美
海灘科學家蘇熙，與蘇熙是同一人。
救生員優姬
聲優：平流エレン
救生員優姬，與優姬是同一人。
艾莉諾
聲優：原由實
繁榮女神艾莉諾，也是藝術之神，出色的豎琴技巧可令身經百戰的戰士流下眼淚，世界樹失去力量後天堂變得不堪入目，使得她不得不離開天堂，她作為至上的神曾有著遠大的夢想，但在不斷的失敗中，她的希望也跟時間一同流走了，變得逃避責任，注目於不用努力的事物上。
辛緹拉
聲優：村川梨衣
火焰哈比辛緹拉，肌肉狂熱粉，時常想著怎樣令肌肉更發達，認為人類的隨機性可以為她帶來意想不到的試練。
艾麗娜
聲優：佐藤利奈
傳說英雄艾麗娜，莉莉絲的左右手，英雄時代時在卡登的帶領下與莉莉絲、克拉拉等一同人擊退了魔王。
卡瑪爾
聲優：井上和彥 / 優木加奈（被詛咒的卡瑪爾）
豐收之神卡瑪爾，有著強大魔力的巫師同時也是個商人，用掙來的錢開放了世界樹的一部分作卡馬遜園區來掙更多的錢日來後恢復世界樹，把芭莉和梅麗爾當作親生女兒愛著，即使梅麗爾對他不理不睬惡言相對也愛著她們。
裝備超級時裝「被詛咒的卡瑪爾」後，性別從男性發成女性，也年輕了許多，性格變得毒舌，口頭禪是「雜魚」。
MK.2
聲優：石川由依
機器人Mk.2，在機器人暴走事件中認為創造者對同伴的處置太殘酷，曾帶領機器人政變，後來逃到魔界與Odile合作過一會，直至一場事故分開了兩人，Mk.2又創建一個犯罪黨派叫作「Turing」，專門收留被拋棄的機器人。
奥爾卡
聲優：菲魯茲·藍
軍閥傭兵奥爾卡，只要是有錢收的工作都願意接下，有著絕對的實力，位於食物鏈的頂端，她的一个肩膀曾被瑪麗娜砍下，瑪麗娜的對頭。
卡娜
聲優：鬼頭明里
德魯伊卡娜，稀有的人形白虎，雖然喜歡動物和植物，一次她不小心握死了一隻小狗，其他動物開始懼怕著她的力量。
漢娜
聲優：花守由美里
死神漢娜，在世時身邊的人都會離奇死去，人們會主動避開漢娜，使她小時侯沒有朋友，即使成為死神後狀況也沒有變，她所作的事情最終都會變得糟糕，常被同事霸凌，作為陰間股份有限公司中最差的員工。
卡蘿
聲優：洲崎綾
聖誕元素精靈卡蘿，一次在聖誕前夜大家造的雪人，為守護大家的聖誕所誕生的。
克拉拉
聲優：田村由香里
被束縛的孩子克拉拉，英雄時代時在卡登的帶領下與莉莉絲、艾麗娜等一同人擊退了魔王。
帕爾瓦蒂
聲優：生天目仁美
模範員工帕爾瓦蒂，蒂尼亞的姐姐，姐妹從小分離，認真準時不失誤的精神，常為卡馬遜園區作事後清理，希望妹妹蒂尼亞也能有和她一樣的有規生活。
普利希拉
聲優：和氣杏未
半吸血鬼普利希拉，克勞德的女兒，被彼列附身，在惡魔郡(世界14)輪迴三中以BOSS登場。
克勞德
聲優：諏訪部順一
惡魔都伯爵克勞德，普利希拉的父親，妻子被魔神彼列附身，克勞德試過多種方法後妻子自認無救跳進人工太陽與彼列同歸於盡，妻子死後一年普利希拉身上卻出現了被彼列附身的癥狀，沒有辦法的克勞德只好把親女兒送進頂級監獄。
亞拉
聲優：尤加奈

蕾伊
聲優：相羽亞衣奈

AA72
聲優：石川由依

泳裝 羅蘭因
聲優：植田佳奈

瘋狂熊貓三重奏
聲優：岡部涼音(丹尼)/石井麻美(史嘉蕾)/關智一(小熊貓)

克羅姆小姐
聲優：高橋智秋

瓦倫西亞
聲優：行成桃姬

克羅賽爾
聲優：田所梓

安德拉斯
聲優：野口瑠璃子

堇
聲優：大西沙織

派蒙
聲優：上田瞳

羅賽塔
聲優：根本圭子

白色小孩
聲優：藤寺美德

第一軍團團長
聲優：舞原夢
第一軍團團長與女王卡米拉是同一人，在Reunion(世界16)中以BOSS登場。
凱伊
聲優:榊原優希

千慮
聲優：小松史法

亞美莉絲
聲優：立花日菜

汐亞
聲優：高野麻里佳

### 合作角色
莉娜
盜賊殺手莉娜，秀逗魔導士合作聯動角色
高里
天才劍士，秀逗魔導士合作聯動角色
傑洛士
獸神官傑洛士，秀逗魔導士合作聯動角色
達伊
勇者達伊，勇者鬥惡龍 達伊的大冒險合作聯動角色
瑪姆
武鬥家瑪姆，勇者鬥惡龍 達伊的大冒險合作聯動角色
波普
魔法師波普，勇者鬥惡龍 達伊的大冒險合作聯動角色
利姆路•坦派斯特
八星魔王利姆路•坦派斯特，關於我轉生變成史萊姆這檔事合作聯動角色

### 其他角色
小公主
聲優：釘宮理惠
坎特貝雷王國的公主，其本名未知，是坎特貝雷王國女王卡米拉的妹妹，年紀十分的幼小卻十分懂事，十分的在意騎士經常在各個場合幫助騎士，是遊戲的吉祥物和看板人物。
塞西爾
半人半吸血鬼的歌手，在主線中到處都能看到她在彈吉他，圍坐聽她演奏的人不分種族，用歌聲聯系著、鼓勵著他人。
五年前，本來是「Cecil and Girls」偶像團體的主唱，在魔界爆發了惡魔與吸血鬼的紛爭後，半人半吸血鬼的塞西爾很快就被搬上台面，除了惡魔市民連同團的三名吸血鬼團員也開始歧視塞西爾，被迫解散了樂團。

OST曲：
「Idol (Most Awesome Requiem #1)」(初見於 坎特貝雷森林-世界1第二關)
「Idol (Most Awesome Requiem #2)」(初見於 坎特貝雷森林-世界1第六關)
「Idol (Panorama #1)」(初見於 未踏之地Pt.2-世界11 的結局人員名單)
「Idol (Panorama #2)」(初見於 未踏之地Pt.2-世界11 的BOSS戰前)
拉娜
閃電剋星拉娜，性格開朗、堅強不屈，在主線中經常挑戰玩家競賽。
在未踏之地(世界10)中因為雙腿受傷失去了奔跑的能力，在未踏之地Pt.2(世界11)為了拯救玩家把能治好雙腿的藥水讓给了玩家。
卡登
聲優：福山潤
英雄卡登，由卡登與他組成的隊伍艾麗娜、莉莉絲、克拉拉、卡瑪爾、Bibi、Louis、Ringo、埃法芭、Luna、赤雪，一同擊敗了魔神，燒了世界樹，因比天界和人間的連接就此被切斷了。坎特貝雷王國的女皇莉莉為慶祝英雄的勝利邀請了他們到王國舉行宴會，並把那一年定為了A.H.0 (After Heros)，宴會結束後，英雄們又踏上了各自的旅途。幾年過了，卡登帶著光之劍回到了坎特貝雷王國，並向女皇莉莉表示自己在劍中看到了在未來會有一股邪惡勢力需要他們去阻止，兩人聯合魔界的艾麗娜和莉莉絲，四人合力建造了天堂堡壘，天堂堡壘快完成的時候卡登卻消失了，沒有人知道他去了哪裏。在魔界(世界12)中以瘟疫醫生的身分登場，到雙魔王(世界17)中才露出真面目，並且在雙英雄(世界18)以BOSS登場。
莉莉
女皇莉莉，與卡登、艾麗娜、莉莉絲一同建造了天堂堡壘，約80A.H.天堂堡壘快完成的時候卡登卻消失了，女皇莉莉也因為神秘的事故離世了，天堂堡壘的擁有權就出現爭議，爆發了統一戰爭，期間天堂堡壘在眾人忽視下消失了。而女皇莉莉並沒有真正死去，她的靈魂留在了人間，莉莉到了王國的下方成功使用一些未知的技術克隆自己，讓自己的克隆人統治坎特貝雷王國。她向克隆人傳達了卡登的戰爭預言，以及有關冠軍之劍的事情，每代克隆人都會被從小教育要變得無私，到了十四歲就會被她們的「母親」帶到一個充滿奇怪符文的地方，在那裏她們會進行接受英雄祝福的儀式，只不過這也是莉莉的謊言，目的是以冠軍之劍作媒介讓莉莉得以佔取克隆人的身體，進行冠軍之劍的研究，直至約485A.H.卡米拉的誕生。
卡蜜拉
聲優：舞原夢
女王卡米拉，卡米拉的十四歲生日，她的母親Beatrice II帶了她到個充滿符文的地方，不同於先代進行接受祝福的儀式，她是職責是照顧一名年幼的守護者，撫養他成預言中的未來英雄。守護者成人了，但他並沒有預言中的強大，甚至冠軍之劍也拒絕了他，卡米拉帶他到了天堂堡壘，讓研究者試圖提升守護者和冠軍之劍的同調數。正前往彙報的時候，意外看到莉莉和她沒見過的鳥嘴醫生談話，得知了莉莉想佔取自己身體的計畫，决定反抗莉莉，向貝絲要求帶她見求世主尋求力量，求世主給了她一套可以一定程度防止莉莉的裝甲，並任命了卡米拉為第一軍團指揮官，要求卡米拉打敗守護者，在重逢(世界16)中以BOSS登場。

## 评价
《守望傳說》被认为是Kakao收入增长的驱动因素，原因是COVID-19大流行使在线服务更加普遍。截至2020年11月，该游戏在全球拥有超过300万名玩家，並在2020年獲得［最受歡迎遊戲獎］和［最具創新力遊戲獎］。